# Freileitungskreuzung des Maracaibo-Sees
Die Freileitungskreuzung des Maracaibo-Sees ist eine 9 Kilometer lange Freileitungsquerung in Venezuela. Sie überspannt den Canal de San Carlos, einer Meerenge zwischen dem Maracaibo-See und dem Golf von Venezuela. Die Kreuzung verläuft unweit der Stadt Maracaibo zwischen dem Vorort Santa Cruz de Mara auf der Westseite und der Landzunge Sabaneta de Palmas auf der Ostseite. An der gleichen Stelle wird seit 2013 eine Brücke geplant,[veraltet] die Puente Nigale.
Die zweikreisige Freileitungskreuzung des Maracaibo-Sees besteht aus 15 auf Caissons im Maracaibo-See verankerten Freileitungsmasten. Sie besteht aus zwei in einem Abstand von 100 Meter parallel verlaufenden Leitungstrassen, die am westlichsten Mast der Querung zu einer Doppelleitung vereint werden. Außer den drei westlichsten Masten sind die Maste als Deltamaste mit einer Höhe von bis zu 150 m ausgeführt, wobei die maximale Durchfahrtshöhe für Schiffe 48 m und die größte Spannweite 1264 m beträgt.